# Talatí de Dalt
Talatí de Dalt is een archeologische vindplaats op het Baleareneiland Menorca. Het bevat de ruïnes van een talaiotische nederzetting die in de 9e eeuw v.Chr. werd gesticht door een groep boeren en herders en een bloeiperiode doormaakte tussen de 4e en 2e eeuw v.Chr., toen Punische handelaren uit Ibiza voor een toename van de handelsbetrekkingen zorgden. In die periode werd de nederzetting door ongeveer honderd mensen bewoond. Waarschijnlijk vonden er tot in de hoge middeleeuwen nog ceremonies plaats.

## Locatie
Talatí de Dalt bevindt zich ongeveer vier kilometer ten westen van het centrum van de stad Maó en is bereikbaar via de Cami de Talatí, een zijweg van de Me-1-hoofdweg van het eiland. De stad Alaior bevindt zich ongeveer acht kilometer ten noordwesten van Talatí de Dalt.
Vanaf de top van de centrale talaiot, een met cyclopische bouwtechniek gemaakte cirkelvormige torenconstructie waarvan de functie nog niet geheel duidelijk is, zijn de talaiots van drie naburige nederzettingen te zien: Cornia Nou in het zuidoosten, Torelló in het zuiden en Biniaiet Vell in het noordwesten.

## Beschrijving

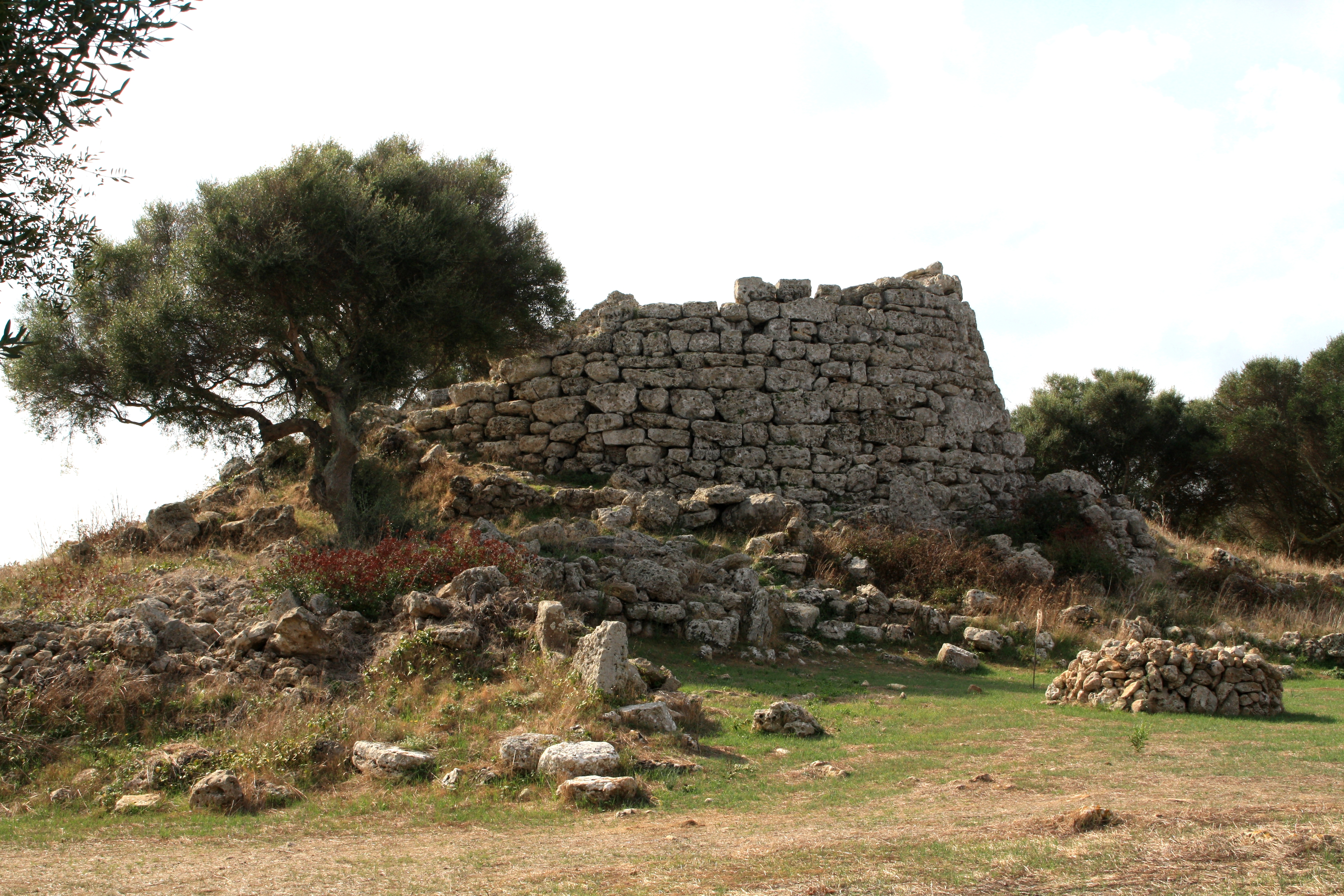
Centrale talaiot

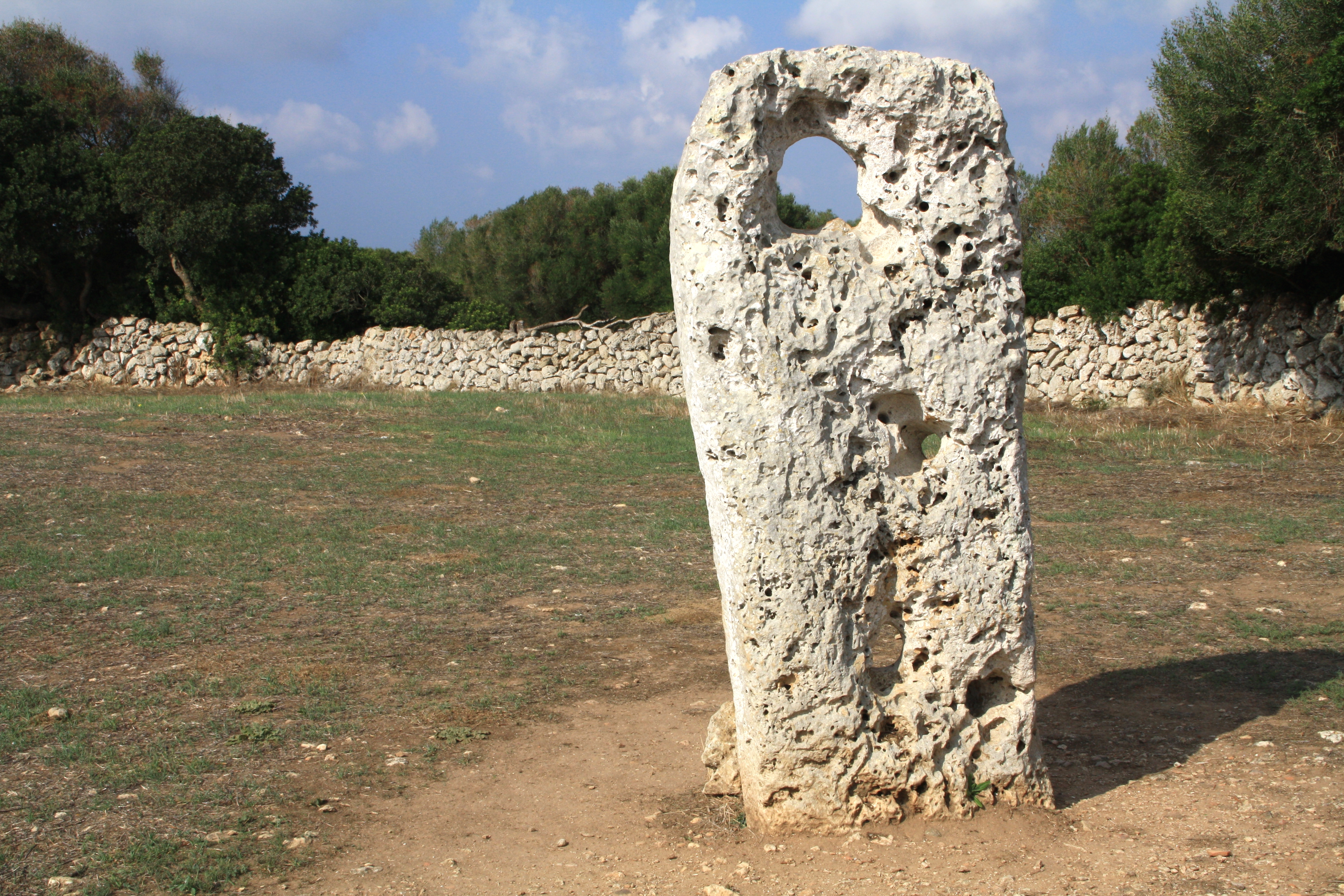
Alleenstaande pilaar

De archeologische vindplaats Talatí de Dalt is een van de emblematische blikvangers van Menorca, hetgeen vooral te danken is aan de betrekkelijk goede staat van de bouwwerken en de ongewone taula, een megalitisch ceremonieel bouwwerk dat alleen op dit eiland is aangetroffen. Ook zijn er belangrijke elementen van een post-Talaiotische nederzetting en een necropolis aangetroffen.
Het hoogste punt van de nederzetting wordt gevormd door de centrale talaiot die dateert uit de 9e of 8e eeuw v.Chr. en die staat op een hoogte van 93 meter boven zeeniveau. Het bouwwerk heeft de vorm van een afgebroken kegel en bezit een ovaal grondvlak met een maximale doorsnede van 16,50 meter. De oostelijke flank vertoont aanzienlijke schade, maar aan de westkant zijn de opgestapelde steenblokken van het bouwwerk duidelijk zichtbaar. Op de top zijn de resten van een nog niet opgegraven kleine ruimte bewaard gebleven. Ten noorden van het centrale deel van de nederzetting bevindt zich een tweede, kleinere talaiot, waarop een gebouw met een rechthoekige basis stond. Tussen de talaiots staat een alleenstaande monoliet, die waarschijnlijk onderdeel was van een post-Talaiotisch rondhuis (Cercle).
Net als in andere prehistorische nederzettingen van Menorca, is de taula opgebouwd uit twee grote uitgehouwen monolieten die in de vorm van een hoofdletter "T" op elkaar zijn geplaatst. De opstaande steen heeft een vlakke, nagenoeg rechthoekige vorm, terwijl de bovenliggende steen gelijkenis vertoont met een omgekeerde afgeknotte piramide met een rechthoekige basis. Het monument vormt het middelpunt van een tempelconstructie met een hoefijzervormig grondvlak, waarvan de oorspronkelijke ingang in de concave gevel aan de zuidzijde tegenwoordig geblokkeerd is. Een bijzonder kenmerk van de taula van Talatí de Dalt is de hellende pijler die tegen de zijkant van de grote liggende taulasteen leunt. Aan de oostelijke buitenmuur van het taulaheiligdom bevindt zich een kleine zuilenhal (hypostylon) die vanuit het noorden kan worden betreden. Ondersteund door zowel monolithische als samengestelde kolommen is een deel van het uit platte stenen bestaande dak herkenbaar.
Het taulacomplex is 14,10 m breed en 16,00 m lang. De draagsteen van de Taula is 3,00 m hoog, 2,60 tot 2,70 m breed en 55 tot 60 cm dik. De deksteen heeft een lengte van 3,80 tot 4,00 m, een breedte van 1,38 m tot 1,50 m en is 65 cm dik.

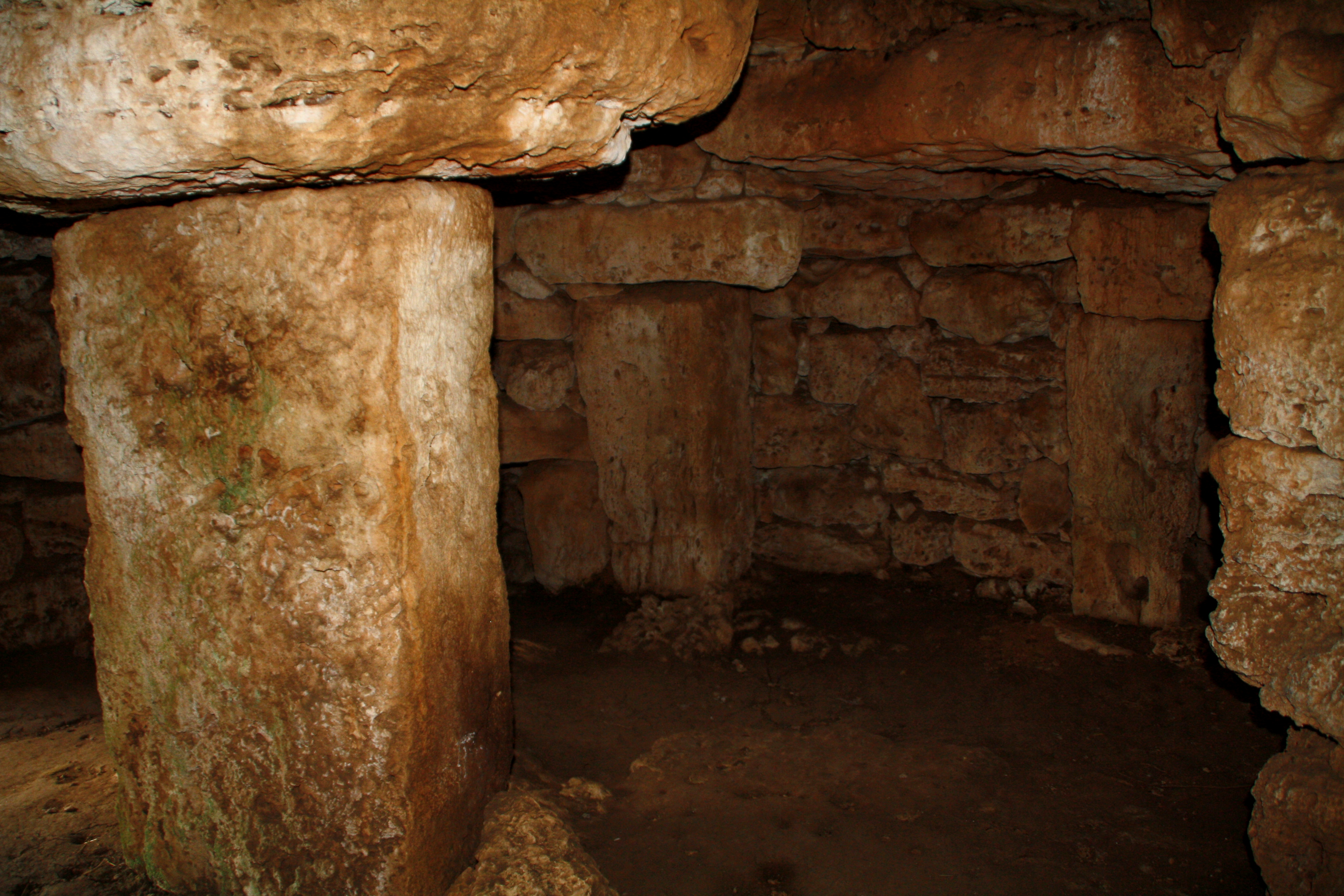
Binnenkant van een hypostyl gebouw in Talatí de Dalt.

In het zuidelijke deel van de nederzetting bevindt zich een gebouwencomplex dat uniek is voor Menorca. De afzonderlijke gebouwen lijken op de colonnades die vaak te zien zijn als aanbouw bij post-Talaiotische rondhuizen, maar ook wel los daarvan worden aangetroffen, maar onderscheiden zich architectonisch van deze. Een smal pad leidt naar de eerste van deze gebouwen, waarin een centrale monolithische kolom met daarop een deksteen (abacus) het gehele dak van steenplaten en aarde draagt. Aan de zijkant bevindt zich een smalle nis, en meerdere treden leiden door de deuropening naar een kamer die in de rots is uitgehouwen. Vanuit het pad leidt een passage naar een trapeziumvormige binnenplaats, van waaruit een ander, in meerdere kleine ruimtes verdeeld gebouw kan worden bereikt. Tijdens de opgravingen is hier het skelet van een meisje uit de Romeinse tijd gevonden. Een derde gebouw, dat zoals de anderen wordt betreden door een deuropening met monolithische deurposten en drempel, bezit een langwerpige rechthoekige vorm. Het dak bestaat uit grote stenen platen die niet door kolommen worden ondersteund. Scherven van islamitisch aardewerk zijn hier aangetroffen, hetgeen erop duidt dat het complex tot de 13e eeuw werd gebruikt.

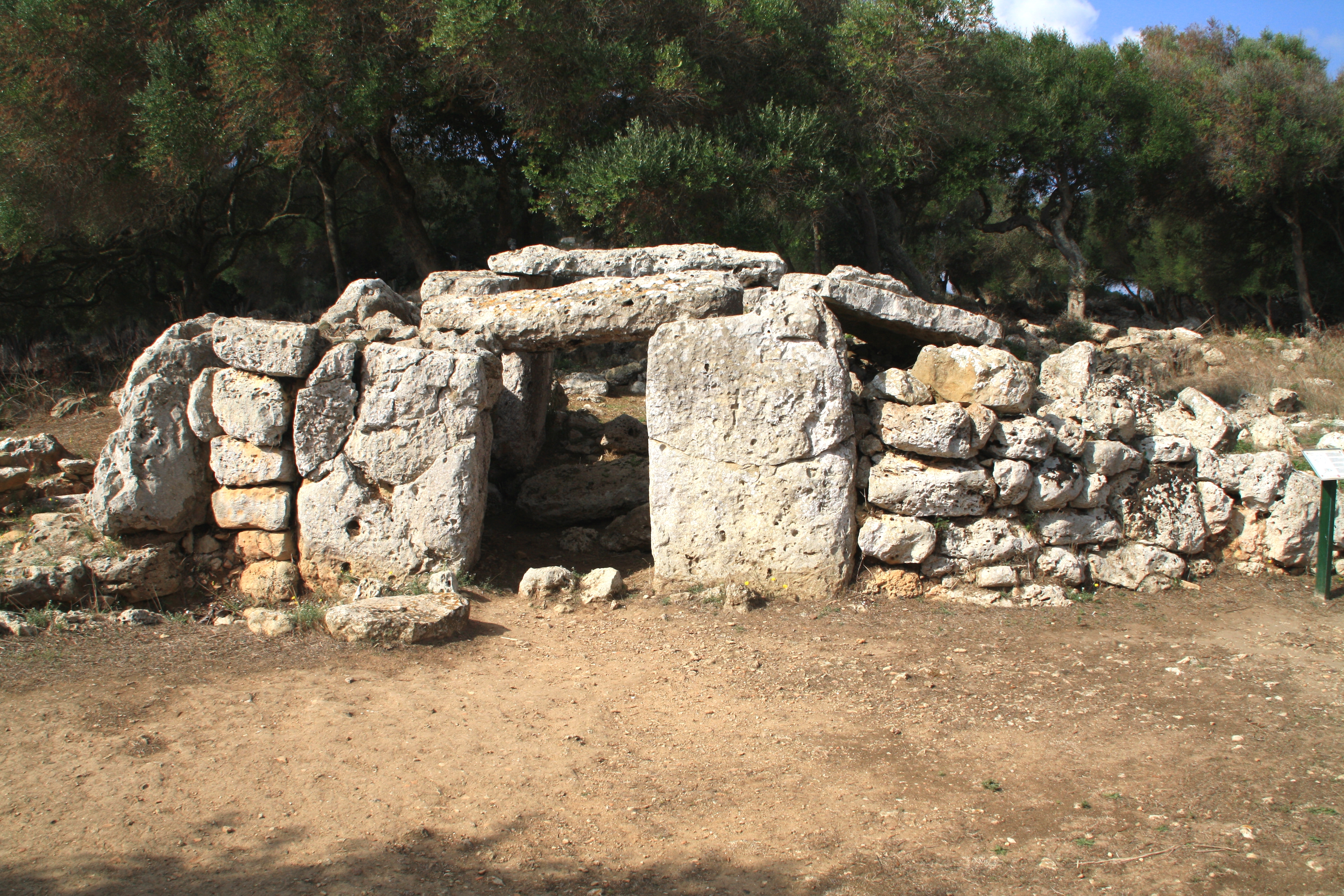
Overdekte ingang van een post-Talaiotisch rondhuis.

In het oosten van de nederzetting bevinden zich delen van de oorspronkelijke ommuring van de nederzetting, evenals overblijfselen van een aantal rondhuizen en een colonnade.
Talatí de Dalt heeft ook twee door mensen vergrote natuurlijke grotten, die waarschijnlijk al voor de bouw van de nederzetting als begraafplaats werden gebruikt, evenals een cisterne en een waterput uit de 19e eeuw. De waterput was gedempt en werd pas in 2002 ontdekt. De put is ongeveer 6 meter diep en de putopening heeft een diameter van 10 m.

## Opgravingen en monumentbescherming
Maria Lluïsa Serra (1911-1967) heeft in de jaren vijftig van de 20e eeuw als eerste opgravingen uitgevoerd in de omgeving van de taula. Zij vond sporen van as en scherven van Romeinse keramiek. Sinds 1997 zijn er systematische opgravingen uitgevoerd in Talatí de Dalt, in eerste instantie door de vereniging Amics del Museu de Menorca ("Vrienden van het Museum van Minorca"), later door het bedrijf Arqueomenorca, dat verschillende archeologische vindplaatsen beheert. Hierbij werd het unieke hypostylachtige complex blootgelegd.
De nederzetting is al in 1931 erkend als historisch monument en heeft daarmee een beschermde status. In het register voor Spaans Cultureel Erfgoed (Bienes de Interés Cultural) is het onder nummer R-I-55-0000687 geregistreerd als archeologische vindplaats (Zona Arqueológica).